# 巴伐利亞的瑪格達琳
巴伐利亞的瑪格達琳（德語：Magdalene von Bayern，1587年7月4日—1628年9月25日），威廉五世的女兒，母親是洛林的芮內。
1613年，瑪格達琳與普法爾茨-諾伊堡的沃夫岡·威廉結婚，兩人有一個兒子：菲利普·威廉，1685年成為普法爾茨選侯。